# کاتن ماتر
کاتن ماتر (انگلیسی: Cotton Mather؛ ۱۲ فوریه ۱۶۶۳ – فوریه ۱۳, ۱۷۲۸ (سن ۶۵)) کاهن (مسیحیت)، مورخ، متخصص الهیات، و نویسنده اهل پادشاهی بریتانیای کبیر بود.
کاتنماتر (متولد: 12 فوریۀ (1663)- درگذشت: 13 فوریۀ (1728))، کودکی نابغه عضو فرقۀ پیوریتن (پروتِستانهای هوادار سادهسازی مراسم کلیسایی و سختگیری مذهبی و اخلاقی) از نیواینگلند به عنوان کشیش، متخصص الهیات و نویسنده مطرح بود. او در سن 12 سالگی تحصیلات خود را در مقطع کارشناسی کالج هاروارد آغاز نمود و تا کنون جوانترین فردی است که به این دانشگاه راه یافته است. وی در سال (1685) به عنوان کشیش به پدرش اینکریسماتر در کلیسای قدیمی وابسته به فرقۀ کانگرگیشنال و پیروان آن در شمال بوستون پیوست و تا پایان عمر در آنجا به موعظه پرداخت. پدر او در نهایت ششمین رئیس دانشگاه هاروارد شد. از کاتنماتر به عنوان یکی از تأثیرگذارترین کشیشهای فرقۀ پیوریتن و از معدود شخصیتهای بسیار مؤثر در دوران ابتدایی شکلگیری کشور آمریکا یاد میشود.
کاتنماتر، یکی از روشنفکران آمریکا در دوران اِستعمار این کشور توسط انگلیسیزبانها بود. وِی همچنین در سال (1689) در رهبری شورش موفقیتآمیزی علیه سِراِدموند دروس (فرماندار تحمیلی نیواِنگلند از طرفِ جیمز دوم (پادشاه انگلستان)) مشارکت داشت. اقدام بعدی او، مشارکت در محاکمۀ جادوگران سیلم (یکسری از محاکمات افراد به جُرم افسونگری در ماساچوست) در خِلال سالهای (1692) تا (1693) بود. او در کتاب شگفتیهای دنیای نامرئی (1963)، از این اقدام خود دفاع کرد. هرچند که چنین اقدامی در زمان خود باعث بروز جنجالهای شدید و تأثیر منفی بر شهرت تاریخی وِی گردید. شهرت ماتر به عنوان یک موّرخ در دورۀ استعماری نیواِنگلند برگرفته از اثر مشهور او به نام مگنالیا کریستی اَمریکانا (نوشتهای وابسته به آمریکا، تاریخ و مردمش) در سال (1702) است.
کاتن ماتر از نظر شخصی و عقیدتی طرفدار نظم اجتماعی و مذهبی رو به افول در نیواِنگلند و به دنبال دستیافتن به ریاست دانشگاه هاروارد بود. پس از سال (1702)، کاتن ماتر با جوزف دادلی (فرماندار ماساچوست (ایالتی به نام «ایالت خلیج») درگیر شد و تلاش کرد تا او را از قدرت برکنار کند. ماتر همچنین مدافع کالج جدید ییل به عنوان پشتیبان فکری فرقۀ پیوریتن در نیوانگلند بود. او مکاتبات گستردهای با اندیشمندان و روشنفکران اروپا داشت و موفق به دریافت مدرک دکترای افتخاری الهیات در سال (1702) از دانشگاه گلاسکو شد.

## سالهای نخستین زندگی و تحصیلات
کاتن ماتر در سال (1663) در شهر بوستون (پایتخت مستعمرۀ ایالت (خلیج) ماساچوست) از پدری کشیش به نام اینکریس ماتر و مادری به نام ماریانیکاتن متولد شد. پدربزرگهای او ریچارد ماتر و جان کاتن، هر دو از کشیشهای سرشناس فرقۀ پیوریتن بودند که نقش مهمی در تأسیس و توسعۀ مستعمرۀ ماساچوست داشتند. ریچارد ماتر، فارغالتحصیل دانشگاه آکسفورد و جان کاتن فارغالتحصیل دانشگاه کمبریج بودند. اینکریس ماتر هم از کالج هاروارد و کالج ترینیتی دوبلین فارغالتحصیل شد و به عنوان کشیش در کلیسای اصلی شمال بوستون (نباید با کلیسای قدیمی شمالی فرقۀ انگلیکان در پلریور اشتباه گرفته شود) خدمت کرد. این کلیسا یکی از دو کلیسای اصلی فرقۀ کانگروگیشنالیستها (گروهی از پروتستانهای مسیحی) بود. کلیسای دیگر، اولین کلیسایی بود که توسط جانوینتروپ تأسیس شد. از همینرو، کاتنماتر در یکی از بانفوذترین و سرشناسترین خانوادههای مستعمرۀ نیوانگلندی متولد شد و به نظر میرسید که راه پدر و پدربزرگش را در فرقۀ پیوریتن ادامه دهد. 
کاتن در سال (1674) وارد کالج هاروارد در مجاورت شهر کمبریج شد. او در زمان ورود به این کالج 5/11 ساله بود. بنابراین، وِی جوانترین دانشجویی است که تاکنون موفق به راهیابی به این مؤسسه شده است ]6[. تقریباً در همین زمان بود که کاتن دچار لُکنت زبان شد و تا پایان عمر جهت غلبه بر این اختلال گفتاری تلاش کرد. کاتن توسط دانشجویان بزرگتر مورد آزار و اذیت قرار میگرفت. او از بیم آنکه مبادا لُکنت زبانش مانعی برای اجرای وظایف مُبلِغی وِی شود، به طور موقت از کالج کنارهگیری نمود و در خانه ادامۀ تحصیل داد. 